# Roundhay
Roundhay – dzielnica w Anglii, w West Yorkshire, w dystrykcie metropolitalnym Leeds. W 2011 dzielnica liczyła 22 546 mieszkańców.